# Campionati europei di atletica leggera 2010 - Lancio del martello femminile
La competizione si è svolta tra il 28 ed il 30 luglio 2010.

## Record
Prima di questa competizione, il record del mondo (RM), il record europeo (EU) ed il record dei campionati (RC) sono i seguenti:
| Record                | Prestazione | Atleta                   | Data                             | Competizione            |
| --------------------- | ----------- | ------------------------ | -------------------------------- | ----------------------- |
| Record mondiale       | 78.30m      | Anita Włodarczyk Polonia | 6 giugno 2010 Bydgoszcz, Polonia |                         |
| Record europeo        | 78.30m      | Anita Włodarczyk Polonia | 6 giugno 2010 Bydgoszcz, Polonia |                         |
| Record dei campionati | 76.67m      | Tatyana Lysenko Russia   | 8 agosto 2006 Göteborg, Svezia   | Campionati europei 2006 |

## Programma
| Data           | Ora   | Turno          |
| -------------- | ----- | -------------- |
| 28 luglio 2010 | 10:10 | Qualificazioni |
| 30 luglio 2010 | 20:20 | Finale         |

## Qualificazioni
L'accesso alla finale era riservato ai concorrenti con una misura di almeno 69.00 m (Q) o, in mancanza di dodici di questi, ai primi dodici della qualificazione (q).
| Pos. | Gruppo | Atleta                 | Paese       | #1    | #2    | #3    | Risultato | Note |
| ---- | ------ | ---------------------- | ----------- | ----- | ----- | ----- | --------- | ---- |
| 1    | B      | Tatyana Lysenko        | Russia      | x     | 72.36 |       | 72.36     | Q    |
| 2    | B      | Betty Heidler          | Germania    | 71.85 |       |       | 71.85     | Q    |
| 3    | A      | Anita Włodarczyk       | Polonia     | 71.17 |       |       | 71.17     | Q    |
| 4    | A      | Silvia Salis           | Italia      | 70.33 |       |       | 70.33     | Q    |
| 5    | A      | Nataliya Zolotuhina    | Ucraina     | 63.76 | 65.79 | 69.31 | 69.31     | Q    |
| 6    | B      | Zalina Marghieva       | Moldavia    | 69.22 |       |       | 69.22     | Q    |
| 7    | B      | Bianca Perie           | Romania     | 68.61 | 68.67 | x     | 68.67     | q    |
| 8    | B      | Éva Orbán              | Ungheria    | 64.55 | 68.59 | —     | 68.59     | q    |
| 9    | A      | Marina Marghieva       | Moldavia    | x     | 67.47 | 67.84 | 67.84     | q    |
| 10   | B      | Merja Korpela          | Finlandia   | 66.06 | 67.58 | 66.45 | 67.58     | q    |
| 11   | B      | Berta Castells         | Spagna      | 66.61 | 65.95 | 65.26 | 66.61     | q    |
| 12   | A      | Tracey Andersson       | Svezia      | x     | 62.07 | 66.48 | 66.48     | q    |
| 13   | A      | Mona Holm              | Norvegia    | 62.72 | 66.10 | 66.18 | 66.18     |      |
| 14   | A      | Alexándra Papayeoryíou | Grecia      | 65.12 | 65.70 | 65.88 | 65.88     |      |
| 15   | A      | Kathrin Klaas          | Germania    | 65.82 | 65.49 | x     | 65.82     |      |
| 16   | B      | Malgorzata Zadura      | Polonia     | 62.26 | 65.45 | 64.78 | 65.45     |      |
| 17   | B      | Stéphanie Falzon       | Francia     | 64.30 | x     | 64.34 | 64.34     |      |
| 18   | A      | Volha Tsander          | Bielorussia | x     | 62.69 | x     | 62.69     |      |
| 19   | B      | Katerina Safránková    | Rep. Ceca   | x     | 62.63 | x     | 62.63     |      |
| 20   | A      | Lenka Ledvinová        | Rep. Ceca   | x     | x     | 60.74 | 60.74     |      |
| 21   | B      | Paraskevi Theodorou    | Cipro       | 57.50 | 59.68 | 60.16 | 60.16     |      |
|      | A      | Daryia Pchelnik        | Bielorussia | x     | x     | x     | NM        |      |